# San Salvo
San Salvo ist eine italienische Gemeinde mit 19.776 Einwohnern in der Provinz Chieti, in der Region Abruzzen. Im März 2007 erhielt die Ortschaft vom Präsidenten der Republik die Stadtrechte. Die Nachbarorte sind Vasto, Cupello und Montenero di Bisaccia (CB).

## Wirtschaft
Wichtigste Einnahmequelle ist die Landwirtschaft (Fischerei, Olivenölproduktion, Weinbau). Dort angesiedelte Industrieunternehmen sind u. a. S.I.V. (heute Pilkington), Magneti Marelli/Denso (Toyota Group). Weitere Einnahmequelle der Stadt ist der Tourismus.

## Weinbau
In der Gemeinde werden Reben der Sorte Montepulciano für den DOC-Wein Montepulciano d’Abruzzo angebaut.

## Tourismus
San Salvo erhielt auch im Jahre 2014 zum 16. Mal in Folge die „Blaue Flagge 2008“ für saubere Sportboothäfen, Strände und Badestrände.